# Les Soirées de Médan
Les Soirées de Médan est un recueil de nouvelles publié le 16 avril 1880 chez Georges Charpentier éditeur à Paris. Il réunit six nouvelles respectivement signées par Émile Zola, Guy de Maupassant, J.-K. Huysmans, Henry Céard, Léon Hennique et Paul Alexis, représentatives du courant naturaliste et qui évoquent la guerre franco-allemande de 1870.

## Genèse du recueil

### La «petite bande»
En 1878, Émile Zola, chef de file des naturalistes, achète une maison à Médan et y réunit régulièrement quelques auteurs qui composent déjà son entourage : Paul Alexis, Marius Roux, Léon Hennique, Henri Céard, Huysmans et Maupassant ; le groupe est bientôt surnommé le « groupe de Médan ». Ils finiront donc par établir une collaboration entre eux six au sein de ce recueil.

### Le contexte
La guerre franco-allemande de 1870 est encore dans les esprits de toute une génération, marquée par la défaite, les souffrances, voire un certain esprit de revanche. Au cours de la décennie qui suit, elle est le cadre d'une abondante littérature de témoignage et de fictions.

### L'intention littéraire
Trois documents de première main présentent la genèse du recueil, son cadre et ses intentions.
- Guy de Maupassant, Les Soirées de Médan : comment ce livre a été fait, Le Gaulois, 17 avril 1880, p. 1-2.
- la préface de Léon Hennique jointe à l'édition du cinquantenaire, Paris, Fasquelle, 1930 .
- Henri Céard, Jean de Caldain, Huysmans intime, La Revue hebdomadaire, 25 avril, 2 et 9 mai, 14, 21 et 28 novembre 1908[2].

Au-delà de ces écrits, parfois de circonstances, la correspondance et les recueils de souvenirs des six contributeurs constituent un complément utile.
À Médan, on discute art et littérature et apparaît très vite l’idée de produire des récits que l’on soumettra au jugement de l'assemblée.
En 1908, Céard affirme que l'initiative du recueil commun émanerait en réalité de Hennique, qui aurait proposé de placer cette publication « sous le patronage » de Zola, en raison de sa plus grande notoriété.
En 1930 Hennique précise que l'idée et le titre du recueil auraient germé au cours d'un repas hivernal à l'appartement parisien de Zola, entouré ce jour-là de Hennique, Maupassant, Huysmans, Céard et Alexis. Après l'évocation de divers souvenirs relatifs à la guerre de 1870, Zola aurait émis l'idée d'écrire un volume de nouvelles, tandis que Céard lançait immédiatement la proposition du titre, sans doute en souvenir des bons moments passés à Médan à la belle saison.

## Composition du recueil
Le recueil est composé des nouvelles suivantes.

### La préface
La brève préface, datée du 1er mars 1880, non signée, est attribuée à Émile Zola. Son contenu déterminera les premières réactions des critiques littéraires qu'elle attaque frontalement.

« Nous nous attendons à toutes les attaques, à la mauvaise foi et à l’ignorance dont la critique courante nous a déjà donné tant de preuves. Notre seul souci a été d’affirmer publiquement nos véritables amitiés et, en même temps, nos tendances littéraires. »

Par ailleurs, le préfacier affirme que les nouvelles réunies ont déjà été publiées, en France ou à l'étranger, ce qui n'est exact que pour les textes de Zola, Huysmans et Céard ; les autres, en particulier Boule de suif, sont encore inédits.

### L'Attaque du Moulind'Émile Zola
Zola donne ici une version avec quelques variante de la nouvelle déjà publiée en russe dans Le Messager de l'Europe en juillet 1877, sous le titre Un épisode de l'invasion de 1870, puis dans la presse française.

### Sac au dosde J.-K. Huysmans
Huysmans présente une version remaniée de la nouvelle publiée en 1877 dans la revue L'Artiste à Bruxelles.

### La Saignéed'Henry Céard
Cette nouvelle avait déjà été publiée sous le titre L'Armistice dans la revue Le Slovo à Saint-Pétersbourg en septembre 1879.

## Éditions

### Édition originale
L'ouvrage est édité par Georges Charpentier et publié à Paris le 16 avril 1880. Charpentier était proche des représentants du naturalisme, dont il a édité de nombreux textes. L'impression est confiée à l'imprimeur parisien Émile Martinet. L'ouvrage compte 295 pages au format 12 x 19 cm, et inclut des illustrations (aquarelles).
Le tirage de tête, sur grands papiers, se compose de dix exemplaires numérotés sur chine, vendus 12 francs, et de cinquante exemplaires numérotés sur hollande, vendus 7 francs.
Gallica propose deux exemplaires à la consultation, dont celui de Théodore de Banville, rehaussé des signatures des six auteurs.
Certains volumes, datés de 1880, portent un rang d'édition, de "Deuxième édition" à "Huitième édition", par exemple ; l'indication est fictive - selon l'usage fréquent à l'époque - il s'agit éventuellement des tirages successifs de l'édition originale.

### Autres éditions
- Les Soirées de Médan, avec les portraits des six auteurs : eaux-fortes de F. Desmoulin, et 6 compositions de Jeanniot, gravées par L. Muller, Paris, Charpentier, 1890[8].
- Les Soirées de Médan : édition du cinquantenaire, avec une préface inédite de Léon Hennique, Paris, Fasquelle, 1930, 341 p., 14 x 20 cm, portraits des auteurs d'après F. Desmoulin et fac-simile de six eaux fortes de L. Muller, d'après les compositions de Jeanniot.
- Les Soirées de Médan, présentation par Alain Pagès et Jean-Michel Portier, Paris, Garnier-Flammarion, 2015,  (ISBN 978-2-0812-5623-1).

## Réception
L'ouvrage paraît dans le cadre de l'opposition du naturalisme - représenté par Zola - et du romantisme - porté par Victor Hugo.

### La critique
La publication du recueil en librairie suscita, dès le 19 avril de vives attaques d'une partie de la critique littéraire parisienne, que la préface du volume ne ménageait pas - voir ci-dessus.
Les milieux littéraires furent, quant à eux, plus bienveillants. Gustave Flaubert, par exemple, dans une lettre à Maupassant trouve le titre du recueil « stupide », mais ne tarit pas d'éloges à l'égard de Boule de suif et de son auteur, traitant le « petit conte » (selon ses termes) de « chef-d'œuvre » qui « écrase le volume », et son auteur de « maître ». Dans sa réponse, Maupassant laissait entrevoir qu'il considérait lui aussi que sa contribution à l'ensemble surpassait largement celles des autres, ce qui sera l'opinion courante dès les années suivantes et dans les décennies qui suivront.

### Un manifeste naturaliste?
L'intention des auteurs était d’aborder, avec un réalisme très éloigné des discours policés et de l’esthétique patriotique de l’époque, le thème de la guerre de 1870, mais le recueil ne se présente pas comme un manifeste. C'est le succès de Boule de suif et la notoriété de Maupassant en particulier qui lui accorderont cette place.